# Bernard Nowak
Bernard Nowak (ur. 3 listopada 1950 w Kwidzynie) – pisarz, redaktor i wydawca, członek Stowarzyszenia Pisarzy Polskich i Stowarzyszenia Wolnego Słowa, działacz NSZZ  Solidarność.
W 1968 studiował na Studium Nauczycielskim w Kaliszu od 1969 na polonistyce w Katolickim Uniwersytecie Lubelskim. Od 1971 na Uniwersytecie Jagiellońskim, praca magisterska z motywów faustowskich w "Dzienniku" Witolda Gombrowicza. Od 1 grudnia 1981 praca w NSZZ Solidarność Regionie Środkowowschodnim redagując Informator Rolników Indywidualnych. Po 13 grudnia 1981 bierze udział w strajku w Świdniku, pracuje aż do 1989 jako niezależny, w drugim obiegu, drukarz – z przerwami na kilkumiesięczne pobyty we Francji i Niemczech.
W 1988 jest współzałożycielem Wydawnictwa Test w Lublinie, które wydało po raz pierwszy w oficjalnym obiegu w Polsce "Hańbę domową : rozmowy z pisarzami" Jacka Trznadla. W 1989 Wydawnictwo Test kolportowało drukowany już w Polsce miesięcznik "Kultura" do krajowych prenumeratorów. Zredagował Lublin. Przewodnik, "Test" Lublin 2000. Do roku 2013 Wydawnictwo Test opublikowało ponad 80 tytułów.
W 1990 ukazała się jego pierwsza książka Cztery dni Łazarza wydawnictwo "Kultura", Instytut Literacki, Paryż; w 2003 Taniec Koperwasów, Wydawnictwo Test, Lublin, 2003, nominowana do paszportów "Polityki" i nagrody im. Józefa Mackiewicza, Smolice N°86, Lublin 2006. W 2011 ukazał się pierwszy tom dziennika Wyroby duchowe. Dwukrotnie (2006 i 2011) był stypendystą ministra kultury.
W 2004 otrzymał Nagrodę Artystyczną Miasta Lublina za rok 2003 oraz Nagrodę Literacką im. Bolesława Prusa w 2004. W roku 2006 opublikował tom opowiadań "Smolice N 86", zaś w 2011 pierwszy tom dziennika "Wyroby duchowe".
Od maja 2005 do czerwca 2011 był prezesem Oddziału Lubelskiego Stowarzyszenia Pisarzy Polskich; obecnie pełni w Oddziale funkcję sekretarza. Odznaczony Krzyżem Wolności i Solidarności (2015).